# Wohlerst
Wohlerst (plattdeutsch Wohlers) ist ein Ortsteil der Gemeinde Brest im Landkreis Stade (Niedersachsen). Zu Wohlerst gehört auch der Weiler Klein-Wohlerst.

## Geographie

### Nachbarorte
|               | Brest                                       | Bargstedt |
| Reith         | Kompassrose, die auf Nachbargemeinden zeigt | Kakerbeck |
| Winderswohlde | Oersdorf                                    |           |

## Geschichte
Wohlerst wurde 970 erstmals urkundlich erwähnt und feierte 1970 sein 1000-jähriges Bestehen.
Im Jahre 1939 wurden einige Hamburger Juden zum Geschlossenen Arbeitseinsatz verpflichtet, bei der Firma Emil Schmidt Tief- und Straßenbau zu Erdarbeiten eingesetzt und dafür in einem Lager in Wohlerst untergebracht.

### Regionale Zugehörigkeit
Vor 1885 gehörte Wohlerst zur Börde Bargstedt im Amt Harsefeld, nach 1885 zum Kreis Stade und seit 1932 zum heutigen Landkreis Stade.
Von 1964 bis 1972 war Wohlerst Mitglied der Samtgemeinde Bargstedt, wurde aber zum 1. Juli 1972 nach Brest eingemeindet. Brest ist Teil der Samtgemeinde Harsefeld.

### Religion
Wohlerst ist evangelisch-lutherisch geprägt und gehört zum Kirchspiel der Kirche St. Primus Bargstedt.

## Kultur

### Bauwerke
In der Liste der Baudenkmale in Brest (Niedersachsen) ist für Wohlerst ein Baudenkmal aufgeführt:
- Dorfstraße 44: Wohn-/Wirtschaftsgebäude

### Feuerwehr
Erste Pläne zur Gründung einer Freiwilligen Feuerwehr entstanden 1861. Vom Amt Harsefeld wurde ein Wasserwagen zur Verfügung gestellt. 1902 wurde eine Pflichtfeuerwehr in Wohlerst gegründet. 1935 wurde sie zu einer Freiwilligen Feuerwehr. 1960/65 wurde das Feuerwehrhaus gebaut und ein Feuerwehrauto angeschafft. 1977 wurde eine Frauengruppe aufgestellt. Vorher war man noch mit Trecker und Schlauchwagen zu Einsätzen ausgerückt.

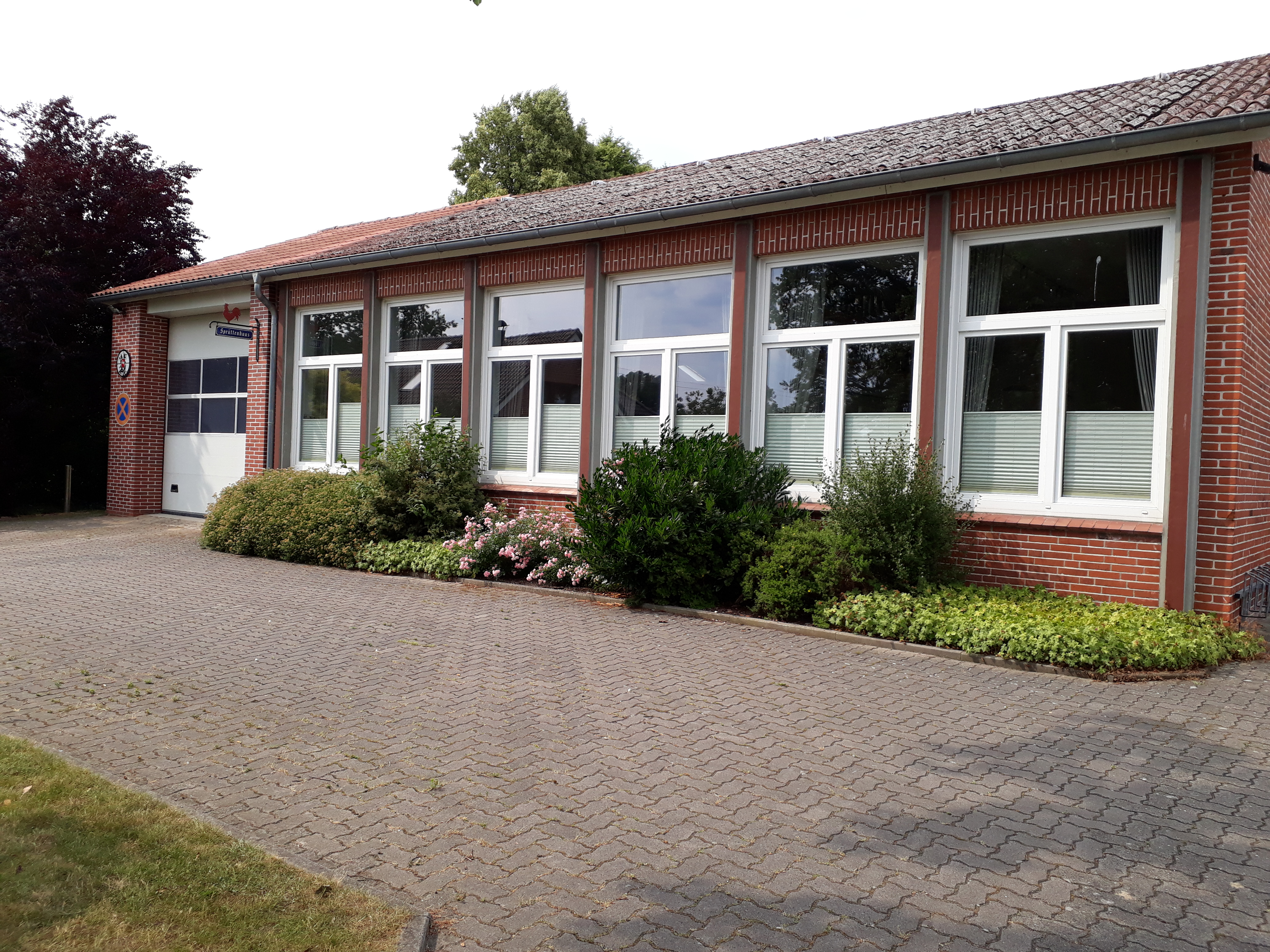
Feuerwehrhaus in Wohlerst

Heute besteht die Feuerwehr aus 30 aktiven Kameraden und hat ein Kleinlöschfahrzeug.

## Erzählungen

### Der rote Hahn
27-mal brannte es ab 1902 in Wohlerst; von vorherigen Bränden ist nichts bekannt. Elf von diesen Bränden sind das Werk eines ehemaligen minderbemittelten Feuerwehrmanns, der beim Landwirt Kackmann arbeitete. Er wurde wegen Brandstiftung verurteilt. Er kaufte beim Schneidermeister Junge, kurz vor seinem Haftantritt, eine Schirmmütze. Er schrieb ihm aus dem Gefängnis 1966:
„Sehr geehrte Herr Junge, ich habe in erfahrung gebracht, das sie meine Feuerwehr Mütze von Herr Kackmann aus Wohlerst wech geholt haben. Nach meiner Meinung haben sie doch kein Recht auf der Mütze, da ich ihn die Mütze im Preis von 15.50 DM bezahlt habe. Ich bitte daum meine Mütze oder mein Geld hier her zu schicken. Falls sie das nicht machen sollten, so bin ich gezungen gegen ihn ein Anzeige wegen Betrug zu machen. Wenn bindent 8 Tage meine Mütze oder das Geld hier in Stade/Elbe Am Wilhadikrichhoh 1 abgeben worden ist mach ich gegen ihn ein Anzeige wegen Betrug.“

## Wirtschaft und Infrastruktur

### Unternehmen
In Wohlerst befinden sich ein Ferienhof und ein Landmaschinenhandel.

### Verkehr
Wohlerst liegt an der Kreisstraße 47, die im Nordwesten nach Reith, Bredenbeck und Brest und im Osten nach Kakerbeck führt.
Der nächste Bahnhof ist der Bahnhof Brest-Aspe (Bahnstrecke Bremerhaven–Buxtehude).
Der nächste Autobahnanschluss besteht in Sittensen (Bundesautobahn 1).